# AfriMusic Song Festival 2019
Het AfriMusic Song Festival 2019 was de tweede editie van het AfriMusic Song Festival. In eerste instantie werd Swaziland, de winnaar van de vorige editie, aangesteld als gastland. Later werd bekendgemaakt om het festival toch online te houden. 20 acts, uit tien landen namen deel. Een Zuid-Afrikaanse act wist uiteindelijk deze editie te winnen.

## Deelnemende landen
Voor deze tweede editie schreven 3 502 artiesten, uit landen over het hele continent, zich in voor deelname aan de wedstrijd. Na een doorlichting hebben 20 artiesten uit 10 verschillende landen de fase van selecties gehaald. In vergelijking met de vorige editie, waren er van sommige landen meerdere artiesten. Zo had Ghana er vijf, en Zuid-Afrika vier.
3 landen overleefde de doorlichting, maar konden zich toch niet kwalificeren voor de finale. Dit waren Congo-Brazzaville, Senegal en Zuid-Soedan.

## Jury
Een professionele jury beslist voor 50% de uitslag. De jury bestond uit tien personen over de hele wereld. De juryleden waren muziekexperts maar ook experts van het Eurovisiesongfestival. Ook zetelde Afrikaanse producers in de jury. Hieronder enkele juryleden:
- Ameyaw Debrah: Afrikaanse blogger.
- Andy Mikheev: Kazachse schrijver op ESCKAZ (een fanpagina voor het Eurovisiesongfestival).
- Valentina Monetta: Vertegenwoordigde San Marino viermaal op het Eurovisiesongfestival.
- Victor Nunes: Stichter van dit festival, en songwriter

## Finale
| Plaats | Land        | Taal                                  | Artiest          | Lied                     | Gem. punten |
| ------ | ----------- | ------------------------------------- | ---------------- | ------------------------ | ----------- |
| 1      | Zuid-Afrika | isiZulu, Engels                       | Nonzwakazi       | Phakama Mbokodo          | 10          |
| 2      | Mozambique  | Portugees                             | Jay Arghh        | Carlitos                 | 7,5         |
| 3      | Zambia      | Engels                                | Towela Kaira     | Gold                     | 7           |
| 4      | Ghana       | Engels                                | SSUE             | Hypnotize                | 6,5         |
| 5      | Zuid-Afrika | Engels                                | Linda Kilian     | I will never fight again | 5,5         |
| 6      | Ghana       | Engels                                | Siboat           | Always and forever       | 5           |
| 7      | Nigeria     | Engels, Yoruba                        | Easrel           | Fun won tan              | 4,5         |
| 8      | Rwanda      | Kinyarwanda                           | Serge Iyamuremye | Ndakubaha                | 4           |
| 9      | Ghana       | Engels                                | Da Saama         | Cross road               | 3,5         |
| 10     | Zuid-Afrika | Engels, Zuid-Sotho                    | Mellow           | Ho tlaba jwang           | 2,5         |
| 11     | Swaziland   | siSwati                               | Amanda Mo        | Uwami                    | 2,5         |
| 12     | Ghana       | Engels, Twi                           | Efe Keyz         | Juju                     | 1,5         |
| 13     | Nigeria     | Engels, Pidgin Engels, Igbo en Yoruba | Laz B            | Oleburuku                | 1           |
| 14     | Ghana       | Frans, Pidgin Engels                  | Dee Tutu         | Thunder fire             | 1           |
| 15     | Swaziland   | isSwati                               | Miss Trophy      | Ngik'tsandzile           | 1           |
| 16     | Ivoorkust   | Frans                                 | DS Cynthia       | Merci                    | 1           |
| 17     | Zuid-Afrika | Engels                                | Kelstar          | Can we go back           | 1           |
| 18     | Nigeria     | Engels                                | Alvan Morris     | Dancehall on fire        | 1           |
| 19     | Kameroen    | Frans, Engels                         | Joahn Lover      | Game over                | 1           |
| 20     | Malawi      | Engels                                | Mungo            | Come tru                 | 1           |

## Awards
Ook werden er vier award uitgedeeld.  Net zoals in de vorige editie een voor de beste Franstalige tekst, en een voor de beste Engelstalige. De twee nieuwe awards waren voor de beste tekst in een Afrikaanse taal, en voor het beste internationale nummer. De laatst genoemde award werd bepaald naar het lied waarbij er de grootste waarschijnlijkheid was dat het nummer zou worden gecoverd in het buitenland. 
| Award                     | Artiest                                                       | Nummer                   | Plaats |
| ------------------------- | ------------------------------------------------------------- | ------------------------ | ------ |
| Beste Engelstalige tekst  | Siboat                                                        | Always and forever       | 4e     |
| Beste Franstalige tekst   | Joahn Lover                                                   | Game over                | 19e    |
| Beste Afrikaanstalig lied | Nonzwakazi                                                    | Phakama Mbokodo          | 1ste   |
| Beste internationaal lied | Linda Kilian geschreven door: Ylva & Linda Peterson ( Zweden) | I will never fight again | 5e     |

## Terugkerende artiesten
| Land      | Artiest    | Plaats | Eerdere deelname | Plaats toen |
| --------- | ---------- | ------ | ---------------- | ----------- |
| Ivoorkust | DS Cynthia | 16e    | Ivoorkust - 2018 | 5e          |

## Trivia
De winnares werd uitgenodigd om naar Tel Aviv, Israël te reizen voor het Eurovisiesongfestival 2019. Hier mocht ze optreden in de "Euroclub" en de "Eurovision Village". 